# تروریسم در سومالی
تروریسم در سومالی (انگلیسی: Terrorism in Somalia) توسط گروه الشباب انجام می‌شود.
در سال ۲۰۰۶ دو گروه اسلامی با اتحاد با یکدیگر دولت سومالی را تشکیل دادند که بیشتر از ۶ ماه دوام نیاورد و دولت سرنگون شد و بعد از آن بخش تندروی حزب محاکم اسلامی گروه الشباب را تشکیل دادند و توانستند بخش‌هایی از این کشور به تصرف درآوردند و از طرف دیگر جناح میانه رو محاکم اسلامی به رهبری شیخ احمد شریف دولت سومالی را تشکیل داد که توسط سازمان ملل به رسمیت شناخته شد. از آن تاریخ به بعد این کشور همواره در جنگ داخلی بسر می‌برد.
براساس آخرین گزارش‌ها در ۲۰۱۷ نیروهای اتحادیه آفریقا برای مقابله با تروریسم الشباب در سومالی مستقر هستند و قرار است که این نیروها در سال ۲۰۱۸ از سومالی خارج شوند در صورتی که تا سررسید زمان خارج شدن آن‌ها، نیروهای نظامی و امنیتی سومالی برای مقابله با الشباب توانمندی لازم را کسب نکرده باشند تهدید جدی بازگشت الشباب و اشغال مناطق زیادی از سومالی وجود خواهد داشت.

## سومالی و اقدامات آمریکا
در سال ۱۹۹۳ دو فروند هلیکوپتر آمریکایی در موگادیشو سقوط کرد که منجر به کشته شدن سرنشینان آن شد. به گزارش رسانه‌های پس از این واقعه اجساد آمریکایی‌ها را در خیابان‌های موگادیشو بر روی زمین کشاندند، و منجر به این شد که آمریکا نیروهای خود را از سومالی خارج کرد.
در مارس ۲۰۱۷ فرماندهی آمریکا در آفریقا اعلام کرد که نیروهای آمریکایی برای آموزش لجستیکی ارتش سومالی که با الشباب درگیر است در سومالی مستقر می‌شوند. آمریکا تنها برای انجام عملیاتهای ویژه یا ارائه مشورت برای مقابله با تروریسم نیرو به سومالی اعزام کرده‌است.
در دوران اوباما، رئیس جمهور سابق آمریکا، سومالی جزو کشورهایی بود که وی آن را به عنوان منبع تروریسم نامیده بود.
در اواسط آوریل ۲۰۱۷ جنگنده بمب افکن‌های آمریکایی به مواضع تروریست‌های الشباب در منطقه جوبا الوسطی در جنوب این کشور حمله کردند که دست کم یکصد تروریست کشته شدند. در میان کشته شدگان ۲۰ تن از فرماندهان این گروه دیده می‌شد. ارتش آمریکا اعلام کرد که ترامپ، رئیس جمهور آمریکا اختیارات زیادی را به ارتش آمریکا برای حمله به عناصر گروه جهادگرای الشباب داده‌است.
۱۱ ژوئن ۲۰۱۷ ارتش آمریکا با انجام حملات هوایی به یک پایگاه فرماندهی گروه الشباب حمله کرده و آن را منهدم کردند. این عملیات که توسط پهپادهای آمریکایی انجام شد بیش از ۸ نفر از الشباب کشته شدند. پایگاه منهدم شده در منطقه جوبا در جنوب سومالی واقع شده‌است. این اولین حمله ارتش آمریکا بعد از روی کار آمدن ترامپ می‌باشد.
در ۲۵ ژوئن ۲۰۱۷ وزارت خارجه آمریکا مختار روبوعلی از رهبران سابق گروه الشباب را از فهرست تروریسم بین‌المللی حذف کرد، در این رابطه وزیر اطلاع‌رسانی حکومت جنوب غربی سومالی، اوغاس حسن محمد عبدی، از این تصمیم وزارت خارجه آمریکا استقبال کرد. مختار روبوعلی در حال اجرای مذاکرات غیرمستقیم با دولت فدرال سومالی برای تسلیم شدن و استفاده از فرمان عفو صادره از طرف رئیس‌جمهور برای عناصر الشباب می‌باشد.

## گروه‌های تروریستی در سومالی

### گروه الشباب
بعد از سال ۲۰۰۶ و شروع درگیری‌های داخلی و جدا شدن محاکم اسلامی، بخش افراطی و تندروی دولت محاکم اسلامی گروهی بنام الشباب را تشکیل داد که، بخش زیادی از سومالی را اشغال کرد. در سال ۲۰۱۱ نیروهای اتحادیه آفریقا که از دولت این کشور حمایت می‌کردند موگادیشو پایتخت این کشور را از دست الشباب آزاد کردند. این گروه از سال ۲۰۱۲ بخشی از شبکه القاعده بشمار می‌آید.
این گروه در فهرست سازمان‌های تروریستی ایالات متحده، بریتانیا، کانادا، استرالیا و امارات قرار دارد. الشباب هدف خود را «جهاد علیه دشمنان اسلام» می‌داند و بارها به نیروهای دولتی و اتحادیه آفریقا در موگادیشو حمله کرده‌است و عملیات‌های خونباری را هم در سایر نقاط آفریقا انجام داده‌است.
تعداد نیروهای رزمی گروه الشباب در سال ۲۰۱۴ بین ۷ تا ۹ هزار نفر برآورد می‌شده‌است.

## عملیات‌های تروریستی
در جریان جام جهانی برزیل در سال ۲۰۱۴، گروه الشباب به ده‌ها تن از جوانان این کشور که در حال تماشای این مسابقات بودند حمله کرده و آن‌ها را قتل‌عام کردند.
الشباب در سال ۲۰۱۳ با حمله به یک مرکز خرید در نایروبی، پایتخت کنیا ۶۷ نفر را کشتند.
در دوم آوریل ۲۰۱۵ این گروه با حمله به خوابگاه دانشجویان دانشگاه «گاریسا» در کنیا ۱۴۸ دانشجوی مسیحی را کشتند. این حملات توسط مردان نقابدار مسلح انجام شد که افراد را به رگبار گلوله می‌بستند.
در آوریل ۲۰۱۵ گروه الشباب اقدام به انتشار یک ویدئو کرد که در آن تعدادی از شهروندان که زندانی این گروه بودند را وادار می‌کردند که با لباس وارد دریا شوند و سپس اعضای الشباب به سر آن‌ها شلیک می‌کردند.
در ژوئن ۲۰۱۵ شبه نظامیان الشباب در یک حمله شبانه به یک پایگاه ارتش در بندر کیسمایو در جنوب سومالی دست کم ۵ سرباز را کشتند. به گفته شاهدان عناصر این گروه برخی از سربازان دستگیرشده را پس از تصرف اردوگاه ارتش سر بریده‌اند. یک هفته پیش از این واقعه نیز دست کم ۵۰ سرباز کشور بوروندی در حمله گروه الشباب به پایگاه نظامی اتحادیه آفریقا کشته شدند.
در اوایل آوریل سال ۲۰۱۷ نیروهای الشباب، با خروج نیروهای نظامی اتیوپی از شهر البور در مرکز استان گالگادود در جنوب منطقه خودمختار، وارد شهر شده و شهر را به کنترل خود درآوردند.
در تاریخ ۱۵ ژوئن ۲۰۱۷ یک خودروی بمبگذاری شده که توسط یک انتحاری رانندگی می‌شد خود را به ورودی یک هتل کوبید و منفجر شد که بر اثر آن ۹ نفر کشته شدند، بعد از انفجار صدای تیراندازی در داخل هتل شنیده می‌شد.
در ۳۰ ژوئن ۲۰۱۷ یک خودروی بمب‌گذاری شده در مقابل یک فروشگاه بزرگ در نزدیکی هتل مکه مکرمه در جنوب موگادیشو منفجر شد که بر اثر آن ۷ نفر کشته و ۱۳ نفر زخمی شدند. گروه الشباب مسؤلیت این انفجار را بعهده گرفت.
در ۲۲ ژوئیه ۲۰۱۷ الشباب با مواد منفجره و سلاح‌های سنگین به پایگاه نظامی «آف اورور» در منطقه نیمه مختار پانتلند حمله کردند و نزدیک به ۷۰ نفر که در بین آن‌ها غیرنظامیان هم بودند را کشته و تعدادی را نیز مجروح کردند.
بعدازظهر جمعه ۱۶ نوامبر ۲۰۱۸ یک ماشین بمب گذلری شده در نزدیکی هتل صحافی در موکادیشو پایتخت سومالی منفجر شد. در این حادثه ۲۰ نفر کشته و ۱۷ نفر مجروح شدند. در 17 نوامبر2018 شورای امنیت سازمان ملل متحد با شدیدترین لحن انفجار خودروی بمب‌گذاری شده در سومالی رامحکوم کرد. در این انفجار چندین زن و مرد وبچه بیگناه کشته شدند.

## اقدامات علیه تروریسم
در نوامبر ۲۰۱۵ پهپادهای ناشناس یک مرکز وابسته به گروه تروریستی جوانان سومالی را در منطقه شایبلی سفلی در جنوب این کشور مورد حمله قرار داد که بر اثر آن تعدادی از فرماندهان این گروه کشته شدند.
در دسامبر ۲۰۱۶ نیروهای دولتی ایالت گالمودوگ در مرکز سومالی با عناصر گروه الشباب درگیر شدند که بر اثر آن حدود ۲۶ تن از از اعضای الشباب کشته شده و چندین نفر دیگر نیز زخمی شدند. گروه الشباب بمنظور ربودن مردم عادی حمله کرده بود شکست خوردند.
در ۱۰ ژوئیه ۲۰۱۷ سرهنگ محمد اسماعیل از افسران ارشد سومالی گفت که نیروهای ارتش سومالی به مواضع تروریست‌های الشباب در منطقه بلاد بنط واقع در شمال سومالی حمله کردند و دست کم ۱۸ نفر از عناصر این گروه در این حمله کشته شدند. الشباب این حمله را تکذیب کرد.